# Потестарная организация

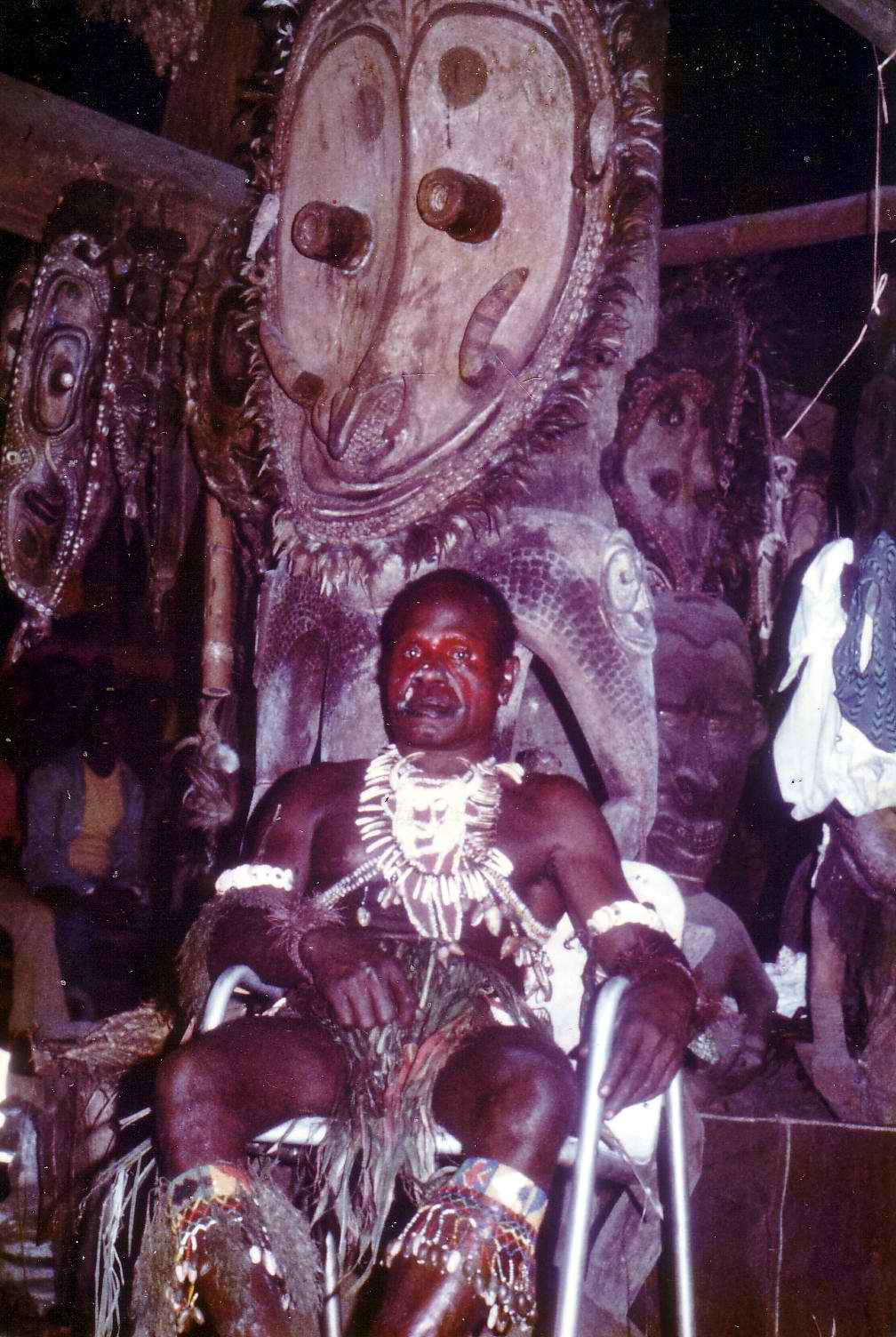
Вождь региона реки Сепик на востоке Новой Гвинеи

Потеста́рная организация (от лат. potestas — власть) — в широком смысле — любая система властно-управленческих институтов. В узком смысле — догосударственная (дополитическая) организация власти, которая характерна для первобытного общества. В отличие от политической организации власти, потестарная основывается, вместе с различными формами народовластия (народное собрание), на авторитете предводителей — бигмены, старейшины, вожди в условиях вождества, появление которых обусловлено специализацией функции руководства хозяйственной и социальной жизнью в первобытном обществе. В позднем первобытном обществе появляются новые властные институты: мужские союзы, тайные союзы, советы вождеств и союзов вождеств, дружины.
В целом данная организация характеризуется нерасчленённостью или неполной расчленённостью управленческих, социально-экономических и идеологических (в том числе религиозных, ритуальных) функций. Властные отношения здесь строятся на основе родственных связей и половозрастной стратификации или на поздних этапах первобытности их имитации. Остаточные формы потестарной организации наблюдаются во многих архаических, или традиционных, обществах и в большей части развивающихся стран. Примерами являются самоуправление в сельских обшинах, харизматичная власть политических лидеров, институт вождей, палаты вождей в парламентах, земляческие союзы, тарикаты у мусульман.
Российский правовед В. А. Четвернин делит мир на цивилизации потестарного и правового типа. В обществе, которому свойственна потестарная культура, человек рассматривается лишь как часть по отношению к народу или государству, тогда как в обществе, которому свойственна правовая культура, люди признают друг друга принадлежащими лишь самим себе и договороспособными. По его мнению, в России правовые институты не закрепились из-за потестарной традиции.